# Fluorodesoxiglucosa
La fluorodesoxiglucosa es un análogo de la glucosa. Su nombre completo es 2-fluoro-2-desoxi-D-glucosa, pero suele utilizarse su forma abreviada: FDG.
La FDG es muy utilizada en el diagnóstico médico por imagen, concretamente en la modalidad de tomografía por emisión de positrones (TEP): el flúor de la molécula de FDG es seleccionado para ser convertido en flúor-18, un isótopo radiactivo emisor de positrones, dando así lugar a una molécula de 18F-FDG. Después de ser inyectada la FDG en el paciente, un escáner de TEP puede formar imágenes de la distribución de la FDG a lo largo del cuerpo. Las imágenes pueden ser evaluadas y analizadas por un médico especialista en medicina nuclear o un radiólogo, los cuales emitirán un diagnóstico acerca de las condiciones de salud del paciente.

## Mecanismo de acción ymetabolismo
La FDG, como análogo de la glucosa, es incorporada principalmente por aquellas células con elevadas tasas de consumo de glucosa, como el cerebro, el riñón y las células cancerígenas, donde la fosforilación de la misma impide que sea liberada al medio. El oxígeno 2 de la molécula de glucosa es necesario para continuar el proceso de glucólisis, por lo que, al igual que ocurre con la 2-desoxi-D-glucosa, la FDG no puede ser metabolizada en las células y por ello la FDG-6-fosfato formada no entra en la ruta glicolítica antes de que decaiga la radiactividad. Como resultado, la distribución de 18F-FDG es un buen reflejo de la distribución en el consumo y fosforilación de glucosa en las células del cuerpo.
Mientras la radiactividad de la FDG permanezca, la molécula no podrá ser degradada o utilizada en ninguna ruta metabólica, a causa del flúor radiactivo en la posición 2 de la molécula. Sin embargo, a medida que la radiactividad vaya decayendo, el flúor se convertirá en 18O, el cual podrá captar un catión de H+, y así convertirse en glucosa-6-fosfato, marcada con un oxígeno pesado (oxígeno-18) totalmente inocuo en la posición 2, que podrá ser metabolizada normalmente por cualquiera de las rutas ordinarias utilizadas por la glucosa.

## Aplicaciones
En el diagnóstico por TEP, la 18F-FDG puede ser utilizada para hacer una valoración del metabolismo de la glucosa en el corazón, los pulmones y el cerebro. También es utilizado para la detección de tumores en oncología. Tras ser incorporada por las células, la 18F-FDG es fosforilada por la hexoquinasa (cuya isoforma mitocondrial se encuentra a elevadas concentraciones en tumores malignos de rápida evolución), y así queda retenida en aquellos tejidos con una elevada tasa metabólica, como ocurre en la mayoría de los tumores malignos. Por tanto, la FDG-TEP puede ser utilizada para diagnóstico, estudios metabólicos y monitorización de tratamientos contra el cáncer, especialmente, en la enfermedad de Hodgkin, linfoma no-Hodgkin, cáncer colorrectal, cáncer de mama, melanoma y cáncer de pulmón. También ha sido aprobado su uso en el diagnóstico de la enfermedad de Alzheimer.
Cuando se utiliza la TEP para diagnosticar un tumor o procesos de metástasis, se inyecta una dosis de FDG (en torno a 5-10 mCi o 200-400 MBq) disuelta en solución salina directamente en vena. Para ello, el paciente debe haber estado en ayunas al menos las 6 horas anteriores a dicha inyección, con el fin de asegurar que haya bajos niveles de glucosa en sangre. Esto es un problema para aquellas personas con diabetes, ya que los centros donde se realiza diagnóstico por TEP no administran el isótopo a pacientes cuyos niveles de glucosa superen los 180 mg/dL o 10 mmol/L. Tras la administración de la FDG, el paciente debe esperar alrededor de una hora, para que el azúcar pueda distribuirse por todo el cuerpo y sea incorporado por los tejidos correspondientes. Durante este tiempo, la actividad debe ser restringida al mínimo, con el fin de minimizar la incorporación de glucosa radiactiva al músculo, lo cual podría falsear los resultados del estudio. Pasado dicho tiempo, el paciente es colocado en el escáner TEP para hacer uno o más barridos que pueden durar desde 20 minutos hasta 1 hora.

## Historia
En la década de 1970, Tatsuo Ido del Brookhaven National Laboratory fue el primero en describir la síntesis de 18F-FDG. El componente fue administrado primeramente a dos voluntarios sanos y normales por Abass Alavi en agosto de 1976, en la Universidad de Pensilvania. Las imágenes obtenidas del cerebro mediante un escáner nuclear ordinario (no por TEP) mostraron la concentración de FDG en este órgano.

## Producción y distribución
Las condiciones de bombardeo con partículas de alta energía utilizadas en el ciclotrón médico para producir 18F destruirían cualquier molécula orgánica como la desoxiglucosa o la glucosa. Por ello, el isótopo 18F debe ser creado primeramente como fluoruro en el ciclotrón. Esto puede lograrse mediante el bombardeo de neón-20 con deuterones, pero generalmente, se lleva a cabo con bombardeo de protones de agua enriquecida con 18O, lo que da lugar a una reacción de síntesis de 18F marcado radiactivamente en forma de ácido fluorhídrico (HF). La rápida desintegración radiactiva del 18F - obtenido precisa que sea inmediatamente incorporado a la desoxiglucosa mediante una serie de reacciones químicas automatizadas llevadas a cabo en una "cámara caliente" dispuesta al efecto. Seguidamente, la FDG marcada, puesto que presenta un Periodo de semidesintegración de sólo 109.8 minutos, es rápidamente distribuida a los centros correspondientes de la forma más rápida posible, lo que podría implicar la contratación de aviones o jets, con el fin de llegar lo más lejos posible en su distribución desde el ciclotrón donde se sintetiza.
Recientemente, se están desarrollando ciclotrones con escudo incorporado y estaciones químicas portátiles capaces de producir FDG junto a escáneres de TEP, para poder ser instalados en hospitales remotos. Esta tecnología parece ser la promesa del futuro y se cree que en los próximos años podría desplazar al complicado sistema de transporte de FDG que existe actualmente.